# Ectropothecium ayresii
Ectropothecium ayresii là một loài Rêu trong họ Hypnaceae. Loài này được Schimp. ex Besch. mô tả khoa học đầu tiên năm 1880.